# Himantopus
A Himantopus a madarak osztályának lilealakúak (Charadriiformes) rendjébe és a Gulipánfélék (Recurvirostridae) családjába  tartozó nem.

## Rendszerezésük
A nemet Mathurin Jacques Brisson írta le 1760-ban, az alábbi fajok tartoznak ide:
- gólyatöcs (Himantopus himantopus)
- fehérfejű gólyatöcs (Himantopus leucocephalus)
- mexikói gólyatöcs (Himantopus mexicanus)
- fekete gólyatöcs (Himantopus novaezelandiae)
- fehérhátú gólyatöcs (Himantopus melanurus)[2]